# Over the Rainbow (álbum de caridade)
Over the Rainbow é um álbum de caridade de show tune, gravado por diversos artistas e lançado em 4 de junho de 2007. O álbum foi lançado em apoio a The Association of Children's Hospices. O álbum foi gravado em apenas cinco dias, como parte de um desafio do programa de televisão britânico Challenge Anneka, exibido no dia 6 de junho de 2007, na ITV.
Todo o lucro foi repassado para crianças de casas de repouso do Reino Unido. Foi realizado um concerto onde algumas das crianças se apresentaram ao lado de artistas do álbum, onde a Royal Philharmonic Orchestra também fez uma performance.

## Faixas
1. "Somewhere Over The Rainbow" - Duncan James e Myleene Klass
2. "You're the One That I Want" - McFly
3. "Fly Me To The Moon" - Jimmy Osmond
4. "The Way You Look Tonight" - Curtis Stigers
5. "Climb Every Mountain" - Lesley Garrett
6. "No Matter What" - Andrea Ross
7. "Consider Yourself" - Richard Fleeshman e Avenue Q
8. "Secret Love" - Cerys Matthews
9. "Young at Heart" - Gavin Creel
10. "I Don't Know How to Love Him" - Bonnie Tyler
11. "The Time of My Life" - Jermaine Jackson e Jocelyn Brown
12. "New York, New York" - Michael Bolton
13. "Talk Through Me" - Jo Collins & Chickenshed

## Paradas musicais
| Parada (2007)        | Melhor posição |
| -------------------- | -------------- |
| iTunes Albums Chart  | 2              |
| UK Compilation Chart | 1              |